# ORC1
Kompleks prepoznavanja mesta početka, podjedinica 1 (engl. Origin recognition complex subunit 1) je protein koji je kod ljudi kodiran ORC1 genom.

## Funkcija
Kompleks prepoznavanja mesta početka (ORC) je visoko konzervirani proteinski kompleks sa šest podjedinica koji je esencijalan za inicijaciju replikacije DNK kod eukariotskih ćelija. Istraživanja na kvascu su pokazala da se ORC specifično vezuje za mesto početka replikacije i da služi kao platforma za konstrukciju prereplikacionog kompleksa, koji sadrži dodatne inicijacione faktore kao što su Cdc6 i Mcm proteini. Protein kodiran ovim genom je najveća podjedinica kompleksa prepoznavanja mesta početka. Dok su druge ORC podjedinice stabilne tokom ćelijskog ciklusa, nivoi ovog proteina variraju. Pokazano je da je to kontrolisano putem ubikvitin posredovane proteolize nakon inicijacije replikacije DNK. Ovaj protein se selektivno fosforiliše tokom mitoze.

## Interakcije
Poznato je da ORC1 formira interakcije sa proteinima ORC2, ORC4, ORC5, MCM4, MYST2, CDC6, Ciklin-zavisna kinaza 2, MCM6, SKP2, MCM7, MCM2, CDC45-srodni protein i Proteinska kinaza srodna sa ciklusom ćelijske podele 7.

## Literatura
- Gavin KA, Hidaka M, Stillman B (1996). „Conserved initiator proteins in eukaryotes.”. Science. 270 (5242): 1667—71. PMID 7502077. doi:10.1126/science.270.5242.1667.
- Ohtani K; DeGregori J; Leone G;  . (1997). „Expression of the HsOrc1 gene, a human ORC1 homolog, is regulated by cell proliferation via the E2F transcription factor.”. Mol. Cell. Biol. 16 (12): 6977—84. PMC 231701 . PMID 8943353.
- Saha P; Chen J; Thome KC;  . (1998). „Human CDC6/Cdc18 associates with Orc1 and cyclin-cdk and is selectively eliminated from the nucleus at the onset of S phase.”. Mol. Cell. Biol. 18 (5): 2758—67. PMC 110655 . PMID 9566895.
- Iizuka M, Stillman B (1999). „Histone acetyltransferase HBO1 interacts with the ORC1 subunit of the human initiator protein.”. J. Biol. Chem. 274 (33): 23027—34. PMID 10438470. doi:10.1074/jbc.274.33.23027.
- Jiang W, McDonald D, Hope TJ, Hunter T (1999). „Mammalian Cdc7-Dbf4 protein kinase complex is essential for initiation of DNA replication.”. EMBO J. 18 (20): 5703—13. PMC 1171637 . PMID 10523313. doi:10.1093/emboj/18.20.5703.
- Tatsumi Y; Tsurimoto T; Shirahige K;  . (2000). „Association of human origin recognition complex 1 with chromatin DNA and nuclease-resistant nuclear structures.”. J. Biol. Chem. 275 (8): 5904—10. PMID 10681582. doi:10.1074/jbc.275.8.5904.
- Thome KC; Dhar SK; Quintana DG;  . (2001). „Subsets of human origin recognition complex (ORC) subunits are expressed in non-proliferating cells and associate with non-ORC proteins.”. J. Biol. Chem. 275 (45): 35233—41. PMID 10954718. doi:10.1074/jbc.M005765200.
- Vashee S, Simancek P, Challberg MD, Kelly TJ (2001). „Assembly of the human origin recognition complex.”. J. Biol. Chem. 276 (28): 26666—73. PMID 11323433. doi:10.1074/jbc.M102493200.
- Laman H, Peters G, Jones N (2002). „Cyclin-mediated export of human Orc1.”. Exp. Cell Res. 271 (2): 230—7. PMID 11716535. doi:10.1006/excr.2001.5360.
- Fujita M; Ishimi Y; Nakamura H;  . (2002). „Nuclear organization of DNA replication initiation proteins in mammalian cells.”. J. Biol. Chem. 277 (12): 10354—61. PMID 11779870. doi:10.1074/jbc.M111398200.
- Ladenburger EM, Keller C, Knippers R (2002). „Identification of a binding region for human origin recognition complex proteins 1 and 2 that coincides with an origin of DNA replication.”. Mol. Cell. Biol. 22 (4): 1036—48. PMC 134626 . PMID 11809796. doi:10.1128/MCB.22.4.1036-1048.2002.
- Méndez J; Zou-Yang XH; Kim SY;  . (2002). „Human origin recognition complex large subunit is degraded by ubiquitin-mediated proteolysis after initiation of DNA replication.”. Mol. Cell. 9 (3): 481—91. PMID 11931757. doi:10.1016/S1097-2765(02)00467-7.
- Strausberg RL; Feingold EA; Grouse LH;  . (2003). „Generation and initial analysis of more than 15,000 full-length human and mouse cDNA sequences.”. Proc. Natl. Acad. Sci. U.S.A. 99 (26): 16899—903. PMC 139241 . PMID 12477932. doi:10.1073/pnas.242603899.
- Kneissl M, Pütter V, Szalay AA, Grummt F (2003). „Interaction and assembly of murine pre-replicative complex proteins in yeast and mouse cells.”. J. Mol. Biol. 327 (1): 111—28. PMID 12614612. doi:10.1016/S0022-2836(03)00079-2.
- Ohta S; Tatsumi Y; Fujita M;  . (2003). „The ORC1 cycle in human cells: II. Dynamic changes in the human ORC complex during the cell cycle.”. J. Biol. Chem. 278 (42): 41535—40. PMID 12909626. doi:10.1074/jbc.M307535200.
- Tatsumi Y; Ohta S; Kimura H;  . (2003). „The ORC1 cycle in human cells: I. cell cycle-regulated oscillation of human ORC1.”. J. Biol. Chem. 278 (42): 41528—34. PMID 12909627. doi:10.1074/jbc.M307534200.
- Abdurashidova G; Danailov MB; Ochem A;  . (2003). „Localization of proteins bound to a replication origin of human DNA along the cell cycle.”. EMBO J. 22 (16): 4294—303. PMC 175794 . PMID 12912926. doi:10.1093/emboj/cdg404.
- Ramachandran N; Hainsworth E; Bhullar B;  . (2004). „Self-assembling protein microarrays.”. Science. 305 (5680): 86—90. PMID 15232106. doi:10.1126/science.1097639.
- Lidonnici MR; Rossi R; Paixão S;  . (2005). „Subnuclear distribution of the largest subunit of the human origin recognition complex during the cell cycle.”. J. Cell. Sci. 117 (Pt 22): 5221—31. PMID 15454574. doi:10.1242/jcs.01405.